# دسك (حومة بم)
دسك (بالفارسية: دسک) هي قرية تقع في إيران في منطقة مركزية ريفية. يقدر عدد سكانها بـ 324 نسمة بحسب إحصاء 2016.